# William Johnson (juge)
William Johnson (27 décembre 1771 – 4 août 1834) était un juge américain siégeant à la Cour suprême des États-Unis.
Il mort dans ses fonctions.